# Эбботт, Тони
Тони А́бботт (Энтони Джон Абботт; англ. Anthony John "Tony" Abbott; род. 4 ноября 1957, Лондон, Великобритания) — австралийский политик, лидер Либеральной партии с 1 декабря 2009 года по 14 сентября 2015 года, премьер-министр Австралии с 18 сентября 2013 года по 15 сентября 2015 года. Министр занятости, трудовых отношений и малого бизнеса в 1998—2003 годах, министр здравоохранения в 2003—2007 годах в правительстве Джона Говарда.

## Биография
Отец Ричард Генри Абботт — англичанин, уроженец Ньюкасла, мать Фэй Питерс — австралийка во втором поколении, дочь иммигрантов из Уэльса и Нидерландов.
В 1960 году переехал с родителями в Австралию, жил в Сиднее. Учился в Сиднейском университете, где получил две степени бакалавра — по экономике и праву. В университете занимался также боксом и был руководителем студенческого самоуправления. После окончания университета в Сиднее получил стипендию Родса и продолжил обучение в Оксфордском университете, где получил степень магистра в Куинз-колледже. В 1983 году поступил в католическую семинарию, но проучился там недолго. Позднее работал журналистом и благодаря своей работе в крупных австралийских изданиях получил известность.
В 1993—1994 годах был исполнительным директором объединения Австралийцы за конституционную монархию, в 1994 году был избран в Палату представителей. В 2001—2003 годах занимал должность министра занятости, трудовых отношений и малого бизнеса, в 2003—2007 годах — министра здравоохранения. После поражения правящей коалиции на парламентских выборах 2007 года Эбботт некоторое время был теневым министром по делам семьи, коммунальных услуг и аборигенов. 1 декабря 2009 года Эбботт был избран лидером Либеральной партии, в связи с чем автоматически стал лидером оппозиции.
После объявления премьер-министром Австралии Джулией Гиллард о проведении парламентских выборов 2010 года Абботт являлся кандидатом от оппозиции на должность премьер-министра.
На парламентских выборах 2013 года возглавляемая Абботтом коалиция Либеральной и Национальной партий одержала победу над Лейбористской партией. 18 сентября 2013 года Тони Абботт принял присягу в качестве 28-го премьер-министра Австралии.
Абботт был одним из главных критиков внешней политики России. После трагедии с малайзийским пассажирским самолётом в небе над Украиной Аббот пригрозил не пустить президента России В. Путина на саммит Большой двадцатки в ноябре 2014 года, обещал «повалить на землю» российского лидера в словесной борьбе, но после консультаций с другими участниками G20 был вынужден подтвердить приглашение.
Методы управления, применявшиеся Абботтом, в том числе во внешней политике, не удовлетворили верхушку партии, и в сентябре 2015 года прошли выборы лидера партии. Абботт проиграл эти выборы. 15 сентября он оставил пост премьер-министра.

## Семья
Абботт женат, имеет трёх дочерей.